# Bökelbergstadion
El Bökelbergstadion era un estadio de fútbol en la ciudad de Mönchengladbach en Alemania.

## Historia
Era la sede del club de la Bundesliga, el Borussia Mönchengladbach, antes de que el Borussia-Park se abriera en 2004. El estadio contaba con capacidad para 34,500 espectadores. La inauguración fue el 20 de septiembre de 1919 con el nombre "Westdeutsches Stadion", y era conocido como "de Kull" (la fosa de grava). El nombre "Bökelbergstadion" fue establecido el 28 de julio de 1962 luego de que el Borussia Mönchengladbach ganara la DFB-Pokal por primera vez. El estadio fue demolido en agosto de 2006. En su lugar se construyeron edificios residenciales en 2007. Las graderías principal, norte y sur todavía existen y están ubicadas en las zonas verdes del complejo residencial. La estructura del estadio todavía continua visible. El 2 de diciembre de 2019 se hizo un tributo al estadio en el lugar.

## Eventos
Fue sede de dos finales de la desaparecida Copa de la UEFA en 1973 y 1980.